# MiniDiscs (Hacked)
MiniDiscs [Hacked] — сборник демо и репетиционных записей, концертных выступлений, а также других материалов, записанных английской альтернативной рок-группой Radiohead во время работы над альбомом OK Computer 1997 года. Записи, фигурирующие на мини-дисках, принадлежащих музыканту Тому Йорку, никогда не планировалось издавать, однако после того, как они просочились в Интернет, в июне 2019 года Radiohead выложили их в свободный доступ на сайте Bandcamp на 18 дней. Все доходы, полученные от продажи сборника, перечислялись в фонд общественной организации Extinction Rebellion.

## Содержание
MiniDiscs [Hacked] содержит более 16 часов демо- и репетиционных записей, концертных выступлений, а также других материалов, записанных группой Radiohead во время работы над их третьим альбомом OK Computer. Сборник включает в себя неизданные треки, ранние версии песен с OK Computer (например, расширенный вариант «Paranoid Android»), а также версии песен, выпущенных группой позднее на других пластинках: «Lift», «True Love Waits», «Nude», «Last Flowers», «Motion Picture Soundtrack» и «Life in a Glasshouse».

## Выпуск
Материал для сборника был взят из мини-дисков, принадлежащих вокалисту группы Тому Йорку. Записи никогда не планировалось выпускать, хотя некоторые из них ранее фигурировали на переиздании третьего альбома Radiohead OK Computer OKNOTOK 1997 2017. Предположительно, записи были украдены во время подготовки архивного материала к переизданию.
5 июня 2019 года записи были выложены в интернет коллекционером, который утверждал, что обменял их на неизданный материал The Beatles. Согласно противоречивым сообщениям в СМИ, вор потребовал от Radiohead выкуп в размере 150 000 долларов за возвращение материала; впоследствии выяснилось, что он запрашивал эту сумму за продажу материала любому желающему. В итоге, вор выложил их в сеть бесплатно, после того как эта новость появилась на сайте Reddit.
11 июня Radiohead сделал записи доступными для прослушивания и покупки на сайте Bandcamp сроком на 18 дней, причём все вырученные средства поступали в фонд общественной организации Extinction Rebellion. В официальном релизе мини-дисков отсутствовал 12-минутный отрывок материала, не относящегося к музыке Radiohead, такой как партитура темы из фильмов про Джеймса Бонда. Гитарист группы, Джонни Гринвуд, отмечал, что коллекция представляла «интерес только косвенным образом. И была очень очень длинной». В свою очередь, Йорк написал на странице группы в Bandcamp: «Поскольку она уже в интернете, пускай она побудет тут, пока нам всем это не наскучит и мы не двинемся дальше».

## Отзывы
| Оценки критиков     | Оценки критиков |
| Источник            | Оценка          |
| ------------------- | --------------- |
| The Guardian        | [ 7 ]           |
| The Daily Telegraph | [ 8 ]           |

Рецензент портала Pitchfork писал, что материал сборника не доводился до состояния «идеального для прослушивания» и будет представлять интерес «только для самых несгибаемых поклонников Radiohead». MiniDiscs [Hacked] содержит «несколько моментов блеска (и странности)», включая акустические песни Йорка, расширенную версию «Paranoid Android» и альтернативный вариант «Lift», который «мог бы возглавить чарты».
Тем не менее, обозреватель газеты The Guardian посчитал, что сборник имеет достоинства «даже для менее занудных фанатов коллектива», отметив, что это «бесконечно интересная хроника группы, изобретающей мейнстрим, при этом отвергая его … [сборник демонстрирует] внутренний рабочий процесс над записью, которую многие считают величайшим альбомом 1990-х, наглядно показывая, как группа двигаясь бок о бок, в итоге свернула в сторону от нахального брит-попа, который окружал её [в те годы]».
В свою очередь, журналист New Statesman писал, что процесс «запуска, перескакивания и скроллинга» сквозь длинные треки «создаёт удивительно освобождающий опыт, сродни блуждающим чертогам разума Radiohead и иногда демонстрирует знакомые [песни] в другой форме».

## Список композиций
Каждый мини-диск фигурирует в качестве отдельного трека продолжительностью около часа; содержимое не разбито на отдельные песни Вскоре фанаты группы создали отдельный файл для идентификации песен по временным отрезкам.
Слова и музыка всех песен — Том Йорк, Джонни Гринвуд, Эд О’Брайен, Колин Гринвуд и Фил Селуэй.
| №                   | Название            | Длительность |
| ------------------- | ------------------- | ------------ |
| 1.                  | «MD111»             | 70:47        |
| 2.                  | «MD112»             | 61:27        |
| 3.                  | «MD113»             | 65:08        |
| 4.                  | «MD114»             | 57:21        |
| 5.                  | «MD115»             | 57:04        |
| 6.                  | «MD116»             | 25:57        |
| 7.                  | «MD117»             | 55:28        |
| 8.                  | «MD118»             | 57:03        |
| 9.                  | «MD119»             | 53:37        |
| 10.                 | «MD120»             | 58:17        |
| 11.                 | «MD121»             | 60:21        |
| 12.                 | «MD122»             | 73:13        |
| 13.                 | «MD123»             | 17:52        |
| 14.                 | «MD124»             | 72:22        |
| 15.                 | «MD125»             | 56:10        |
| 16.                 | «MD126»             | 68:04        |
| 17.                 | «MD127»             | 26:49        |
| 18.                 | «MD128»             | 41:52        |
| Общая длительность: | Общая длительность: | 16:18:52     |